# Singapore Mercantile Exchange
Die Singapore Mercantile Exchange (SMX) (heute ICE Futures Singapore) ist eine pan-asiatische Rohstoff- und Devisenterminbörse mit Sitz in Singapur. Die Börse wickelt den internationalen Handel mit einem diversifizierten Korb von Rohstoffen und Derivaten ab, darunter Termin- und Optionskontrakte auf Edelmetalle, Basismetalle, Agrarrohstoffe, Energie, Währungen und Rohstoffindizes. Gegründet wurde das Unternehmen im Jahr 2010 und gehört nach einer Übernahme 2014 zur Intercontinental Exchanges Group.

## Geschichte
Die Börse wurde von Financial Technologies (India) limited als eine pan-asiatische Börse für mehrere Währungs- und Rohstoffderivate am 31. August 2010 gegründet und 2014 zunächst von der ICE geschlossen. Im November 2015 wurde sie als ICE Futures Singapore neu aufgelegt. Sie listete zunächst fünf Produkte auf: Rohöl, Gasöl, Gold und zwei Renminbi-Futures.

## Mitgliedschaften
SMX ist Mitglied internationaler Derivate-Branchenverbände wie der Futures Industry Association (FIA), der Swiss Futures and Options Association (SFOA), der Association of Futures Markets (AFM) und der Futures and Options Association (FOA).